# 亨内平大道卫理公会教堂

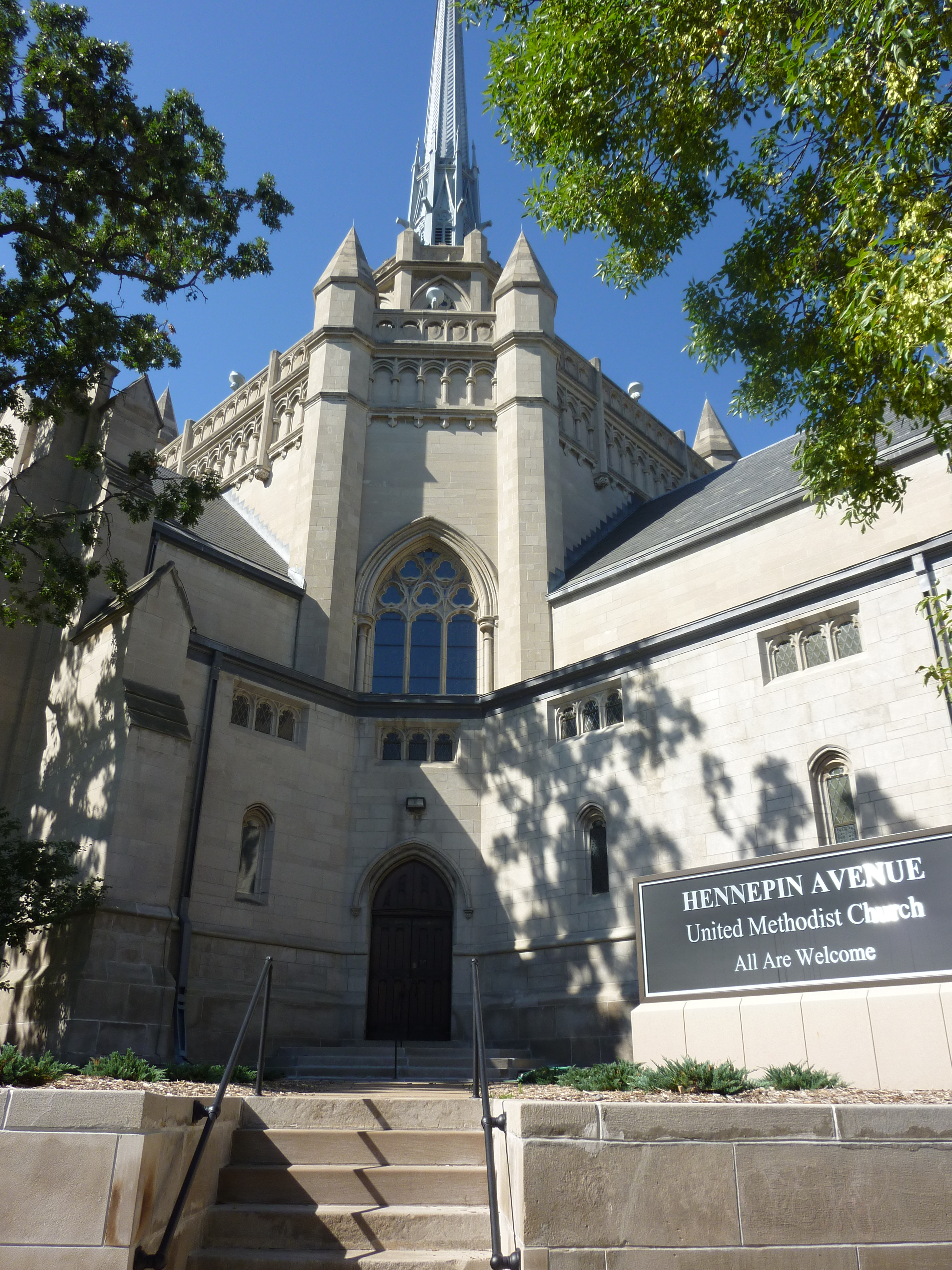

亨内平大道卫理公会教堂（Hennepin Avenue United Methodist Church）是明尼苏达州明尼阿波利斯的一座教堂，位于弗吉尼亚三角（亨内平大道/Lyndale大道），沃克艺术中心对面，地址是511格罗夫兰大道511号。

## 历史

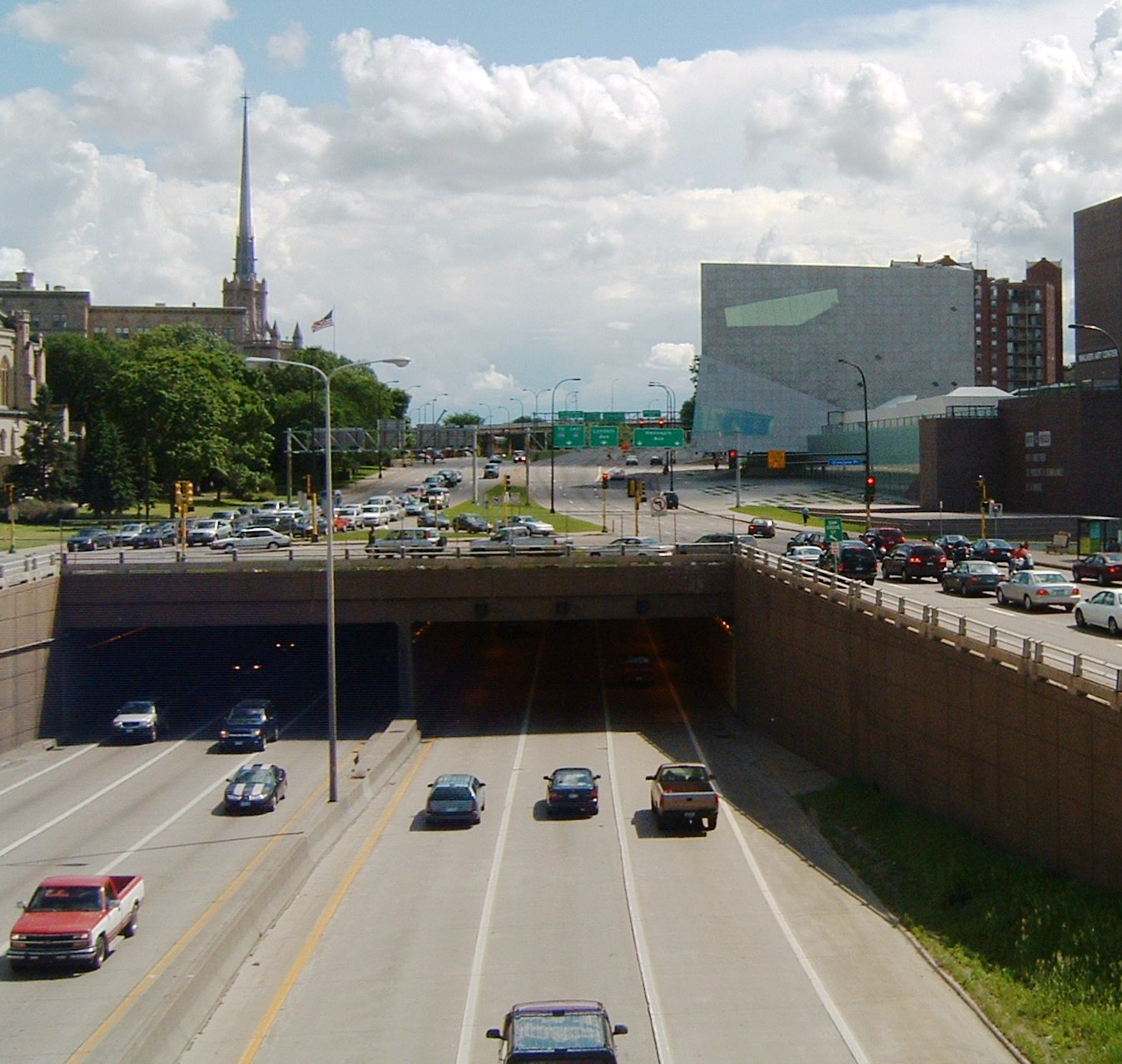
94号州际公路劳瑞山隧道，右侧为沃克艺术中心

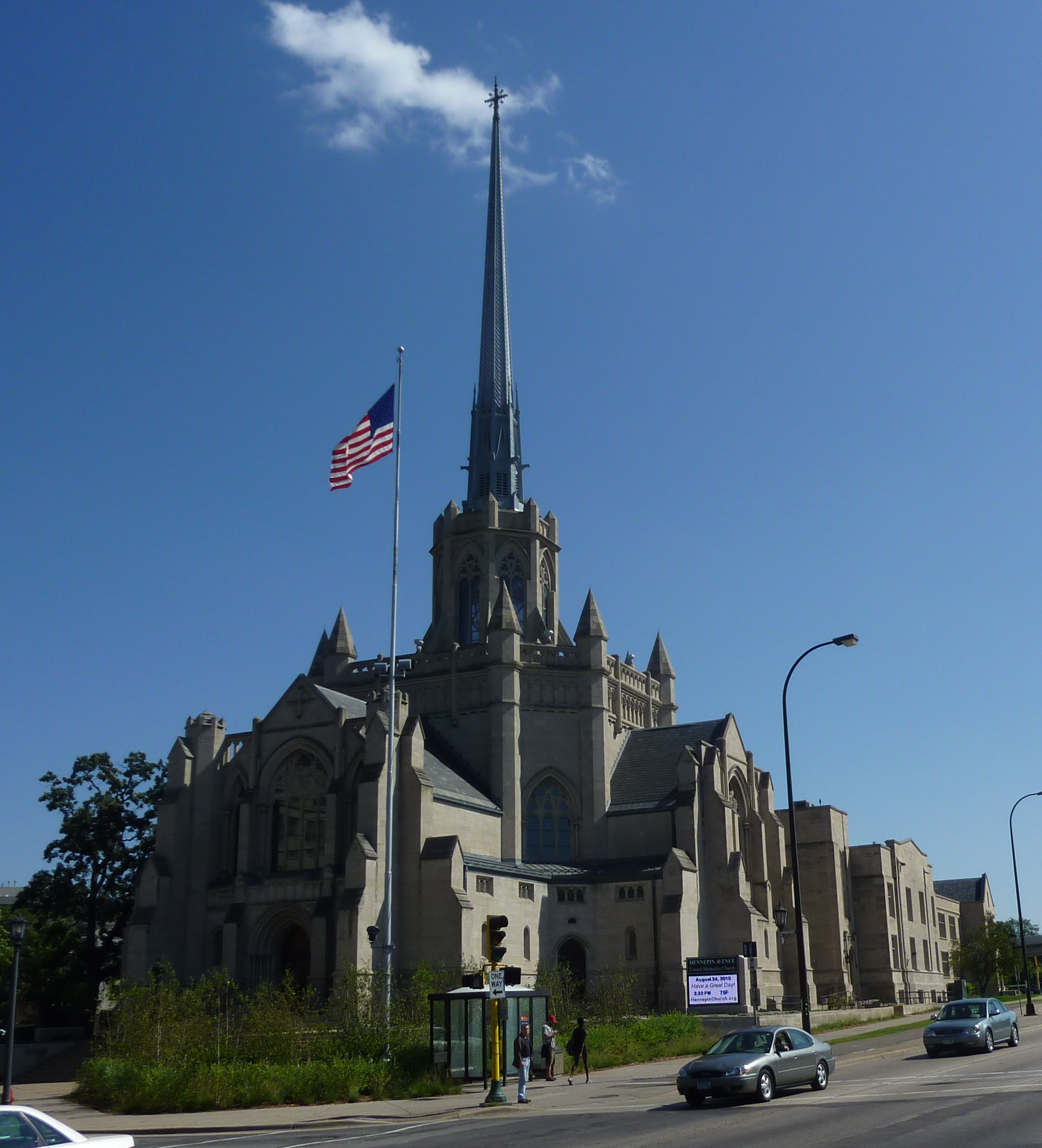

亨内平大道卫理公会由当时该市唯一的卫理公会教堂百年堂（Centenary church）的90名信徒创建于1875年。贵格会建立了主日学。
建堂的土地由受托人T. B. 沃克捐赠。沃克还捐赠了几幅画装饰主日学。 他的妻子哈里特G.沃克是一名信徒。
1993年，该堂欢迎同性恋者。

## 设计

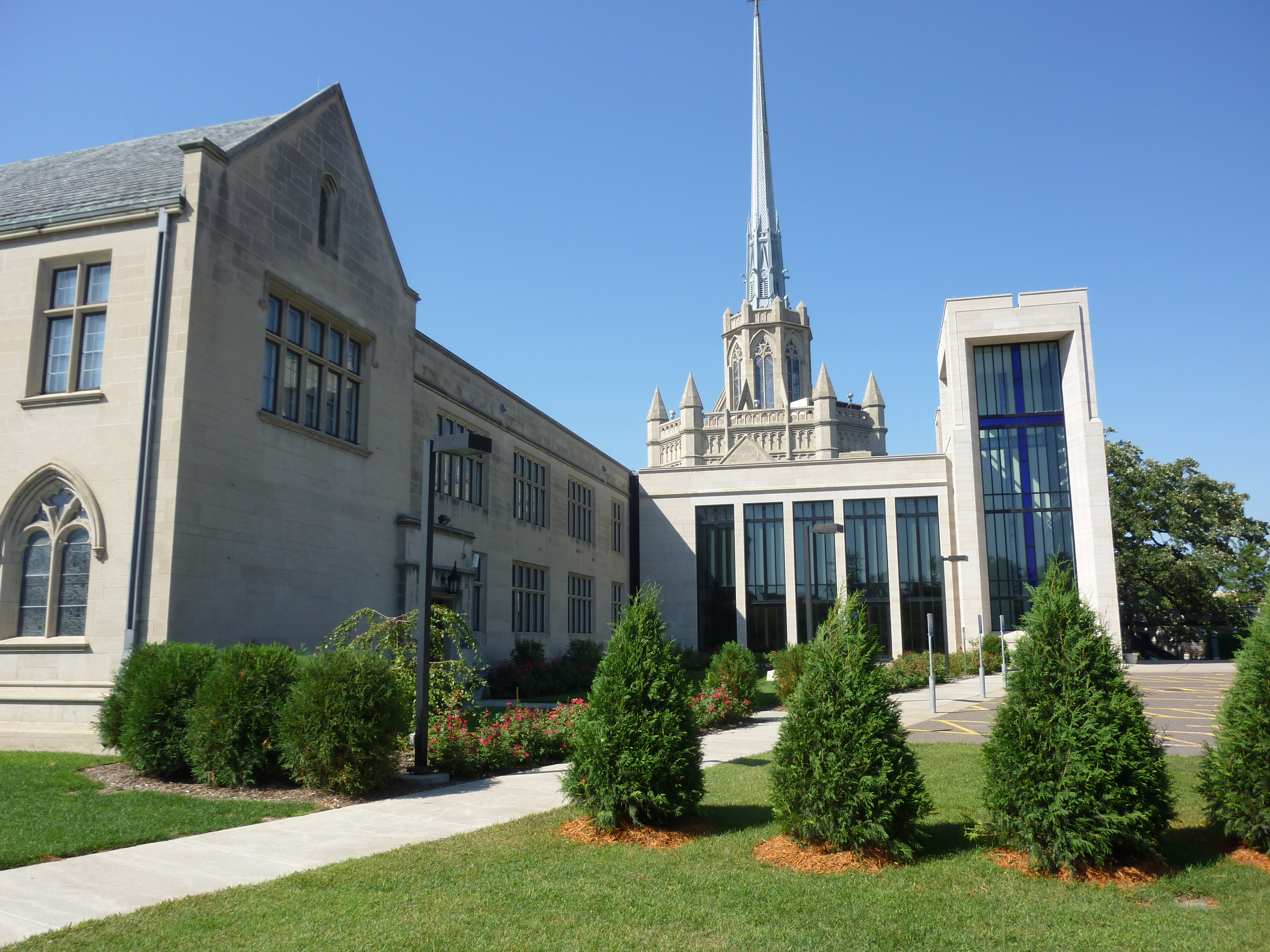
HGA设计的新入口

该堂由建筑师休伊特和布朗设计，英国哥特式风格，参照了伊利座堂. 设计合伙人埃德温·霍利·休伊特，此前曾设计了附近亨内平大道上的圣公会圣马可座堂，在建堂前前往英国看伊利座堂。
完成于1916年，塔尖顶部测量高238英尺，在当时是明尼阿波利斯高度第二的建筑。 只有明尼阿波利斯市政厅的钟楼比它更高。外表面是灰色贝德福德石灰石。长凳，祭坛和阳台用白橡木建造。
2006年，HGA为该堂设计了一个新入口，因室外照明设计获奖。
44°57′59″N 93°17′15″W / 44.9664000°N 93.2876000°W